# ОШ „Бранко Ћопић” Доњи Дубовик
ОШ „Бранко Ћопић” је основна школа на подручју општине Крупа на Уни. Налази се у улици Доњи Дубовик бб у Доњем Дубовику. Име је добила по Бранку Ћопићу, српском и југословенском књижевник. Писао је поезију, приповјетке и романе, а прославио се својим причама за дјецу и младе,

## Историјат
Четворогодишња школа у Доњем Дубовику радила је 1937-1941. у кући Дмитра Милешевића, а 1947. саграђена је нова школска зграда. У току Одбрамбено-отаџбинског рата 1992-1995, школа у Доњем Дубовику радила је као подручна у саставу ОШ "Вахида Маглајлић" у Арапуши. Послије 1995. подручје Арапуше припало је ФБиХ и њене подручне школе, укључујући и школу у Доњем Дубовику, престале су да раде. У ратним дејствима 1992-1995. школе у Осретку, Средњем Дубовику (основана 1923, угашена 1995) и Хашанима потпуно су уништене, - а школа у Средњем Бушевићу је оштећена. Године
1996. подручне школе у селима Доњи Дубовик, Мали Дубовик и Осредак припојене су школи "Свети Сава" у Новом Граду. Наредне године школа у Доњем Дубовику, под именом "Свети Сава", постала је централна осмогодишња школа, а у њен састав ушле су подручне школе у селима Осредак (основана 1912/1913), Мали Дубовик (1946)
и Средњи Бушевић (1950). Школа у Хашанима, основана 1911, била је самостална 1961-1979, а тада је припојена школи "Душан Кошутић" у Јесеницама. Угашена је 1995, а поново је отворена 1999. као подручна у саставу школе у Доњем Дубовику. Школа у Доњем Дубовику од 2000. године носи име Бранка Ћопића. Школске 2015/2016. имала је 102 ученика, 28 наставника и два вјероучитеља православне вјеронауке. У њеном саставу радиле су петогодишње подручне школе у селима Мали Дубовик, Осредак, Средњи Бушевић и Хашани. Школа "Бранко Ћопић" има библиотеку са око 3.500 књига и спортске терене.